# Бейкер, Люк
Люкас (Люк) Бейкер (нидерл. Lucas «Luuk» Bijker; 30 мая 1932, Стенвейк — 2 мая 2018) — нидерландский тренер и футболист. В качестве игрока выступал на позициях нападающего и полузащитника за команды АФК, «Холланд Спорт», «Аякс» и «Амстердам».

## Спортивная карьера
Бейкер родился и вырос в Стенвейке, где и начал заниматься футболом. В возрасте девятнадцати лет отправился в амстердамский клуб АФК, в котором стал играть на позиции центрального нападающего. Вскоре он получил вызов в сборную Амстердама, также как и его одноклубник Вим Фелдманн. В составе «красно-чёрных» Люк выступал на протяжении трёх лет, а в 1954 году заключил контракт с клубом «Холланд Спорт» из Гааги.

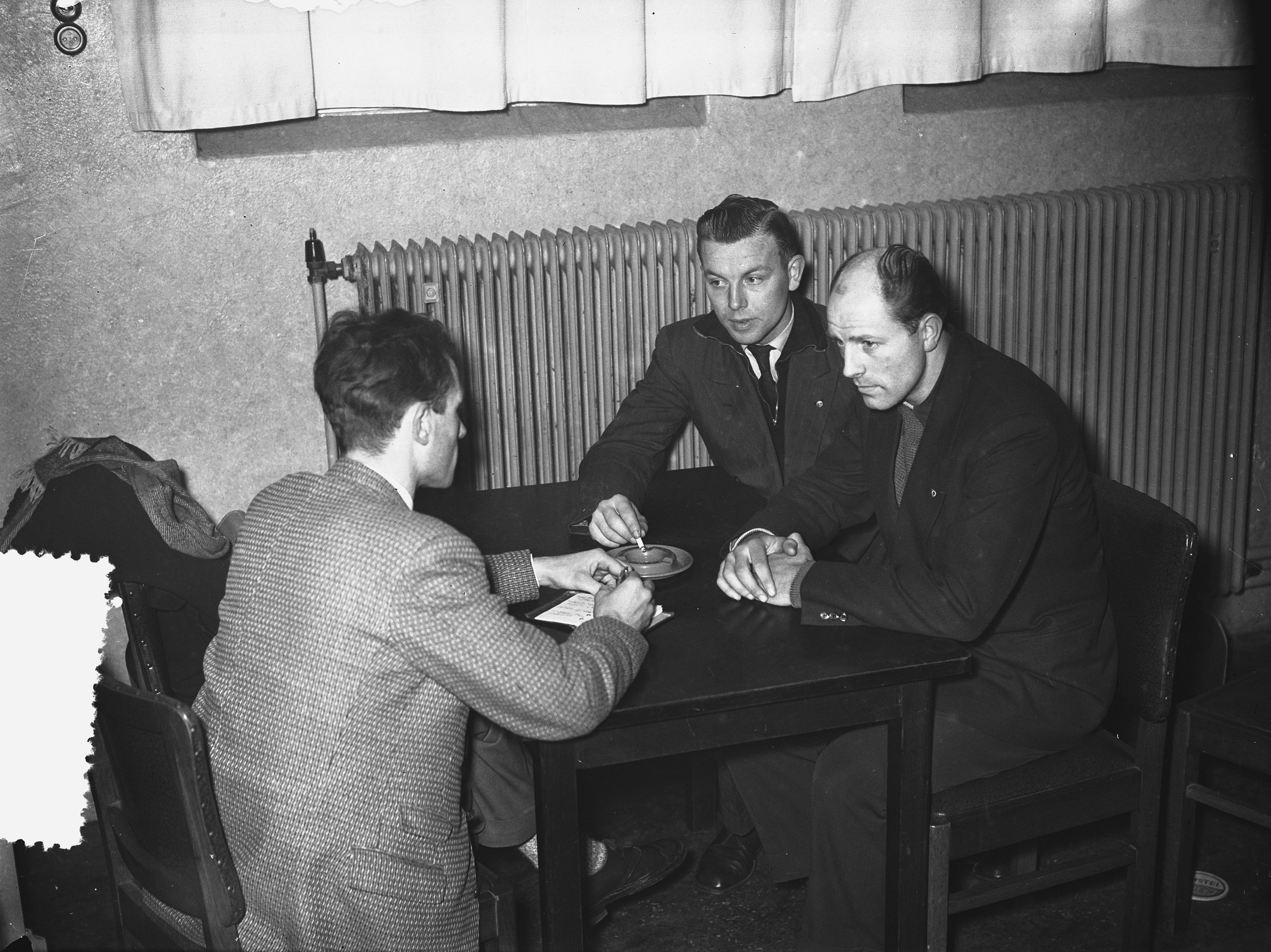
Люк Бейкер и Геррит Крист во время интервью в январе 1955 года.

В июле 1955 года перешёл в амстердамский «Аякс», который заплатил за него 15 тысяч гульденов. В августе он дебютировал в команде, сыграв в товарищеском матче против «Фейеноорда». Первую игру в чемпионате Нидерландов провёл 28 августа в гостях против клуба НОАД, а первый гол забил в матче с «Ригтерсблеком». В команде Карла Хуменбергера Бейкер играл на позиции опорного полузащитника и в первом же сезоне сразу стал игроком основы, проведя в чемпионате 32 матча и забив три гола.
В сентябре 1956 года в первом туре чемпионата Люк получил тяжёлую травму коленного сустава, которая больше не позволила ему сыграть за «Аякс» — из-за травмы он уступил место в составе Виму Андерисену. В том сезоне он лишь дважды выходил на поле в официальных матчах.
В июле 1957 года Бейкер стал игроком клуба «Амстердам». По сообщениям СМИ, сумма сделки составила от 11,5 до 20 тысяч гульденов. В составе клуба он провёл лишь один матч, сыграв 15 сентября в чемпионате против «Спарты». В 1960 году Люк завершил игровую карьеру, а позже стал тренером. Под его руководством в 1975 году клуб «Димен» вышел в третий класс Нидерландов.